# Physaria pallida
Physaria pallida är en korsblommig växtart som först beskrevs av John Torrey och Asa Gray, och fick sitt nu gällande namn av O'kane och Al-shehbaz. Physaria pallida ingår i släktet Physaria och familjen korsblommiga växter. Inga underarter finns listade i Catalogue of Life.